# Neubraunshain
Neubraunshain ist ein Ortsteil der Stadt Meuselwitz im Landkreis Altenburger Land in Thüringen.

## Lage
Neubraunshain befindet sich südöstlich zwischen Waltersdorf und Lehma an der Kreisstraße 220 im fruchtbaren Altenburg-Zeitzer Lösshügelland. Im Norden liegt der Kammerforst.

## Geschichte
Die fünf Gehöfte des Weilers wurden in der Vergangenheit aus ökonomischen und ackerbaulichen Gründen in der Feldmark vor dem Kammerforst angelegt. Die erste urkundliche Erwähnung fand im Jahr 1671 statt. Vorher lag hier die Wüstung Braunis (Braunshain). Das Dorf wurde 1532 in einem Lehensbrief als wüst bezeichnet. Neubraunshain gehörte zum wettinischen Amt Altenburg, welches zur Zeit der Gründung von Neubraunshain aufgrund mehrerer Teilungen im Lauf seines Bestehens unter der Hoheit des Ernestinischen Herzogtums Sachsen-Altenburg (1603 bis 1672) stand. Bereits im folgenden Jahr 1672 kam der Ort zum Herzogtum Sachsen-Gotha-Altenburg (1672 bis 1826). Bei der Neuordnung der Ernestinischen Herzogtümer im Jahr 1826 kam Neubraunshain wiederum zum Herzogtum Sachsen-Altenburg. Nach der Verwaltungsreform im Herzogtum gehörte der Ort bezüglich der Verwaltung zum Ostkreis (bis 1900) bzw. zum Landratsamt Altenburg (ab 1900). Mitte des 19. Jahrhunderts begann der Kohlebergbau und die Arbeit in den Brikettfabriken. In Neubraunshain, das im Nordosten des Meuselwitz-Altenburger Braunkohlereviers liegt, wurde die Kohle zunächst südwestlich des Orts im Tiefbau abgebaut (Altenburger Kohlenwerke Nr. 19, 20, 22 (1865–1958)). Zwischen 1908 und 1910 war nordwestlich des Orts bei Waltersdorf der Tagebau „Neubraunshain“ aktiv.
Neubraunshain gehörte ab 1918 zum Freistaat Sachsen-Altenburg, der 1920 im Land Thüringen aufging. 1922 kam es zum Landkreis Altenburg. Zum 1. Juli 1950 wurde Neubraunshain nach Waltersdorf eingemeindet. Bei der zweiten Kreisreform in der DDR wurden 1952 die bestehenden Länder aufgelöst und die Landkreise neu zugeschnitten. Somit kamen Waltersdorf und Neubraunshain mit dem Kreis Altenburg an den Bezirk Leipzig. Am 1. Januar 1973 wurde Waltersdorf mit Neubraunshain nach Wintersdorf umgegliedert. In den 1980er Jahren war die Wiederaufnahme des Braunkohleabbaus geplant, welche aber nicht zur Ausführung kam. Dem vorgesehenen „Tagebau Meuselwitz“ zwischen Meuselwitz und Rositz hätte auch ein Teil von Waltersdorf und die Ortslage Neubraunshain weichen müssen. 1990 kam Neubraunshain wieder zu Thüringen. Das Dorf gehörte bis 1994 zum Landkreis Altenburg, seitdem zum Landkreis Altenburger Land. Mit der Eingemeindung von Wintersdorf nach Meuselwitz ist Neubraunshain seit 2007 ein zum Ortsteil Wintersdorf der Stadt Meuselwitz gehöriger Ort. 34 Einwohner besiedeln aktuell den Weiler.